# Albert Seibel
Albert Seibel  (Aubenas, 1844 – Aubenas, 5 februari 1936) was een Franse arts en druivenveredelaar. Hij ontwikkelde hybride druivensoorten door de Europese druif te kruisen met Amerikaanse wijnstokken. 
Zijn veredelingswerk staat bekend onder de noemer Seibel.

## Leven
In  1895 richtte hij een school op om entmethodes te onderwijzen. 

## Veredelingswerk
Rond 1860 had de druifluis immense schade aangericht in Europese wijngaarden. Men wou de plaag tegen gaan door Amerikaanse druivensoorten te kruisen met de Europese druif. En zo de natuurlijke resistentie die de Amerikaanse wijnstokken eigen zijn overdragen.
Seibel en zijn bedrijf produceerden meer dan 16.000 nieuwe hybriden, waarvan er bijna 500 in commerciële wijngaarden werden aangeplant. Seibel gebruikte vaak de hybride Jaeger 70 als moederplant, die een kruising is tussen de Amerikaanse Vitis aestivalis en Vitis rupestris en geselecteerd werd door Hermann Jaeger. Bij de meest gekende Seibel druiven horen onder andere Aurore (Seibel 5279), Chancellor (Seibel 7053), Chelois (Seibel 10878) & De Chaunac (Seibel 9549).